# Gęsianka czerwieniejąco-czerniejąca
Gęsianka czerwieniejąco-czerniejąca (Dermoloma magicum Arnolds) – gatunek grzybów należący do rzędu pieczarkowców (Agaricales).

## Systematyka i nazewnictwo
Pozycja w klasyfikacji według Index Fungorum: Dermoloma, Tricholomataceae, Agaricales, Agaricomycetidae, Agaricomycetes, Agaricomycotina, Basidiomycota, Fungi.
Po raz pierwszy opisał go Eef Arnolds w 2002 roku w Holandii na suchej, gliniastej ziemi na pastwisku. Jest holotyp. Nazwę polską zarekomendowała w 2025 r. Komisja ds. Polskiego Nazewnictwa Grzybów

## Występowanie i siedlisko
Podano stanowiska w niektórych krajach Europy, najwięcej w Anglii. W Polsce do 2025 r. brak informacji o występowaniu tego gatunku.